# 長野県道403号飯綱高原浅川線
長野県道403号飯綱高原浅川線（ながのけんどう403ごう いいづなこうげんあさかわせん）は、長野県長野市を通っていた一般県道。現在は、長野県道506号戸隠高原浅川線の一部になっている。

## 概要

### 路線データ
- 起点：長野市門沢（長野県道404号栃原北郷信濃線交点）
- 終点：長野市浅川東条（浅川東条交差点、長野県道37号長野信濃線交点）

## 地理

### 通過する自治体
- 長野市

### 交差する道路
- 長野県道404号栃原北郷信濃線 - 長野市門沢（起点）
- 長野県道37号長野信濃線 - 長野市浅川東条（浅川東条交差点、起点）